# Ломовка (приток Малой Волосницы)
Ломовка — река в России, протекает по Афанасьевскому и Верхнекамскому районам Кировской области. Устье реки находится в 4,2 км от устья Малой Волосницы по правому берегу. Длина реки составляет 13 км.
Исток реки в болотах в 25 км к юго-востоку от города Кирс. Река течёт на северо-запад по ненаселённому, заболоченному лесу.

## Данные водного реестра
По данным государственного водного реестра России относится к Камскому бассейновому округу, водохозяйственный участок реки — Кама от истока до водомерного поста у села Бондюг, речной подбассейн реки — бассейны притоков Камы до впадения Белой. Речной бассейн реки — Кама.
Код объекта в государственном водном реестре — 10010100112111100000788.